# Relaciones Colombia-San Cristóbal y Nieves
Las relaciones Colombia-San Cristóbal y Nieves son las relaciones diplomáticas entre la República de Colombia y la Federación de San Cristóbal y Nieves. Ambos gobiernos mantienen una relación amistosa desde finales del siglo XX.

## Historia
Ambos gobiernos establecieron relaciones diplomáticas en 1984. El 14 de enero de 2019 el canciller colombiano, Carlos Holmes Trujillo se encontró con el ministro de exteriores de San Cristóbal y Nieves, donde se revisaron temas de la agenda bilateral.

## Representación diplomática
- Colombia usa su embajada en Kingston como embajada concurrente en San Cristóbal y Nieves.[1]
- San Cristóbal y Nieves usa su embajada en Caracas como embajada concurrente en Colombia.